# Malakal (Sudan del Sud)
Malakal (in arabo ملكال‎?) dal 2020 è la capitale dello Stato dell'Alto Nilo (in precedenza una Provincia, di cui era solo il capoluogo), nello Stato federale del Sud Sudan. È situata sulle rive del Nilo Bianco, poco più a nord della sua confluenza con il fiume Sobat. La città era il quartiere generale delle forze armate del governo di Khartoum durante la seconda guerra civile sudanese, ma dal 2011 è confluita nel Sudan Meridionale indipendente. I tre principali gruppi etnici della città sono i Dinca-Ngok, i Nuer e gli Shilluk il resto degli abitanti è composto da un gran numero di diverse altre etnie. La maggior parte delle forze armate dello SPLA presenti nella città provengono dalla regione di Bahr al Ghazal e non sono originari della zona.
Piatti tipici del luogo sono il wal wal (polpette di farina bollita) e il foull (un piatto a base di noci stagionate del luogo). Malakal è stato teatro di una storica battaglia nel novembre 2006.

## Galleria d'immagini

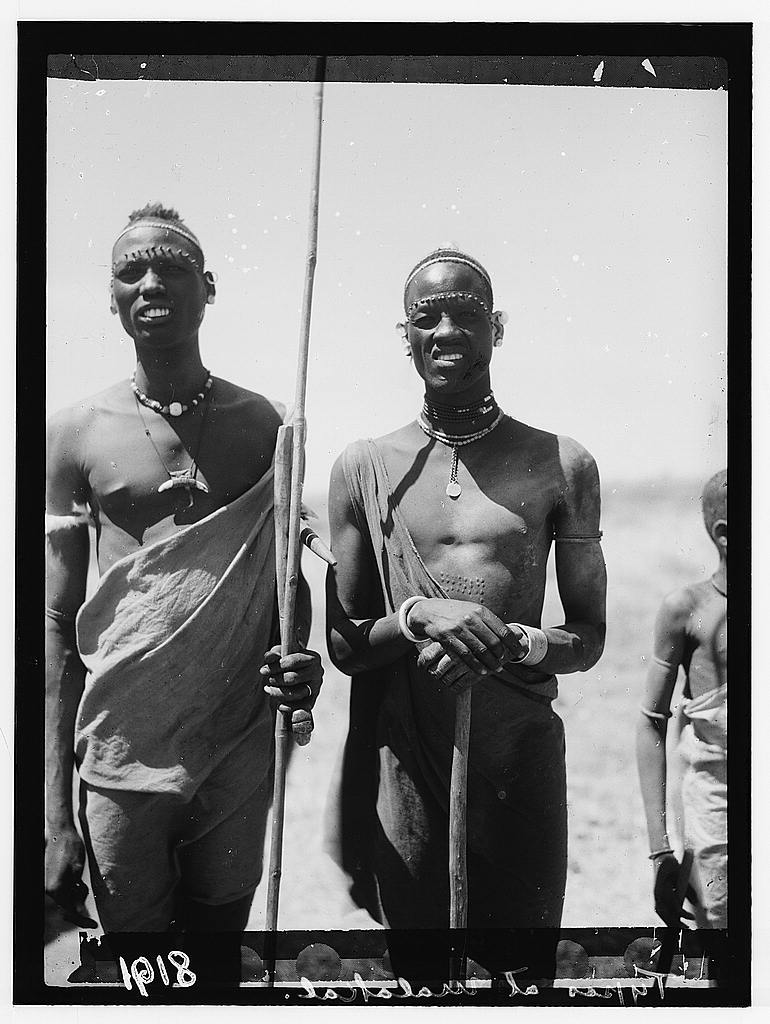
Gente di Malakal, 1936
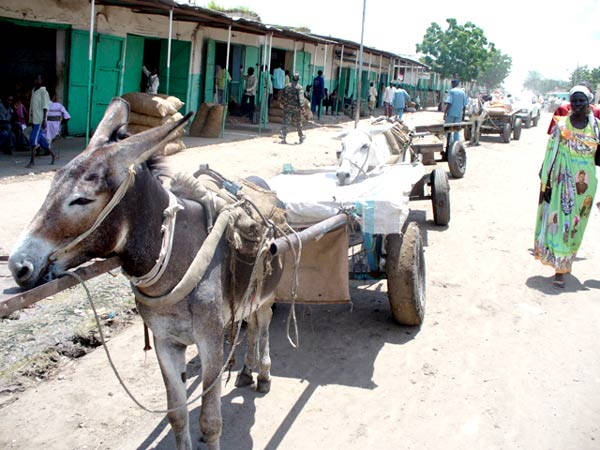
Strade di Malakal